# Elemento arquitectónico

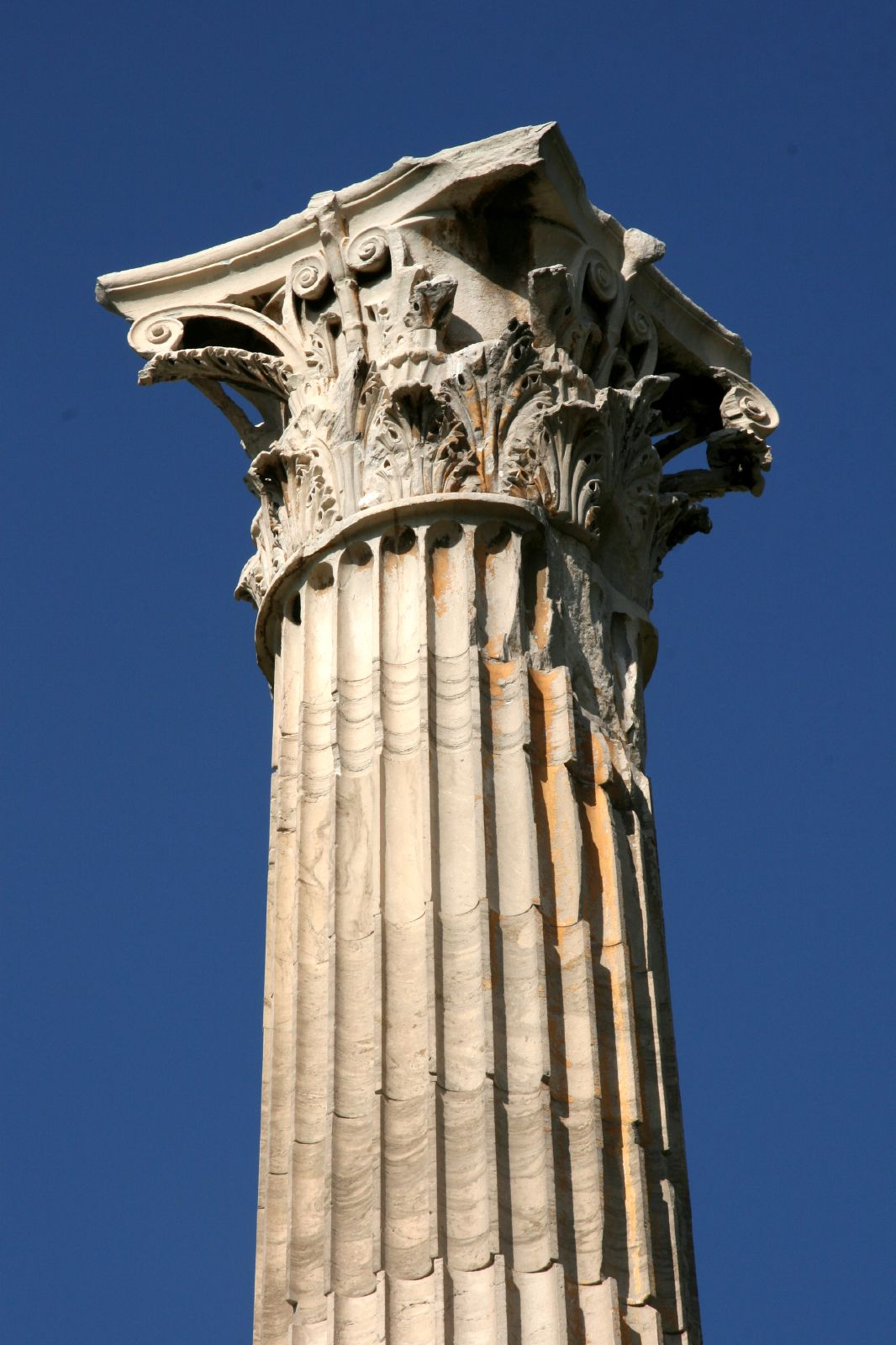
Columna corintia, elemento arquitectónico de la arquitectura clásica.

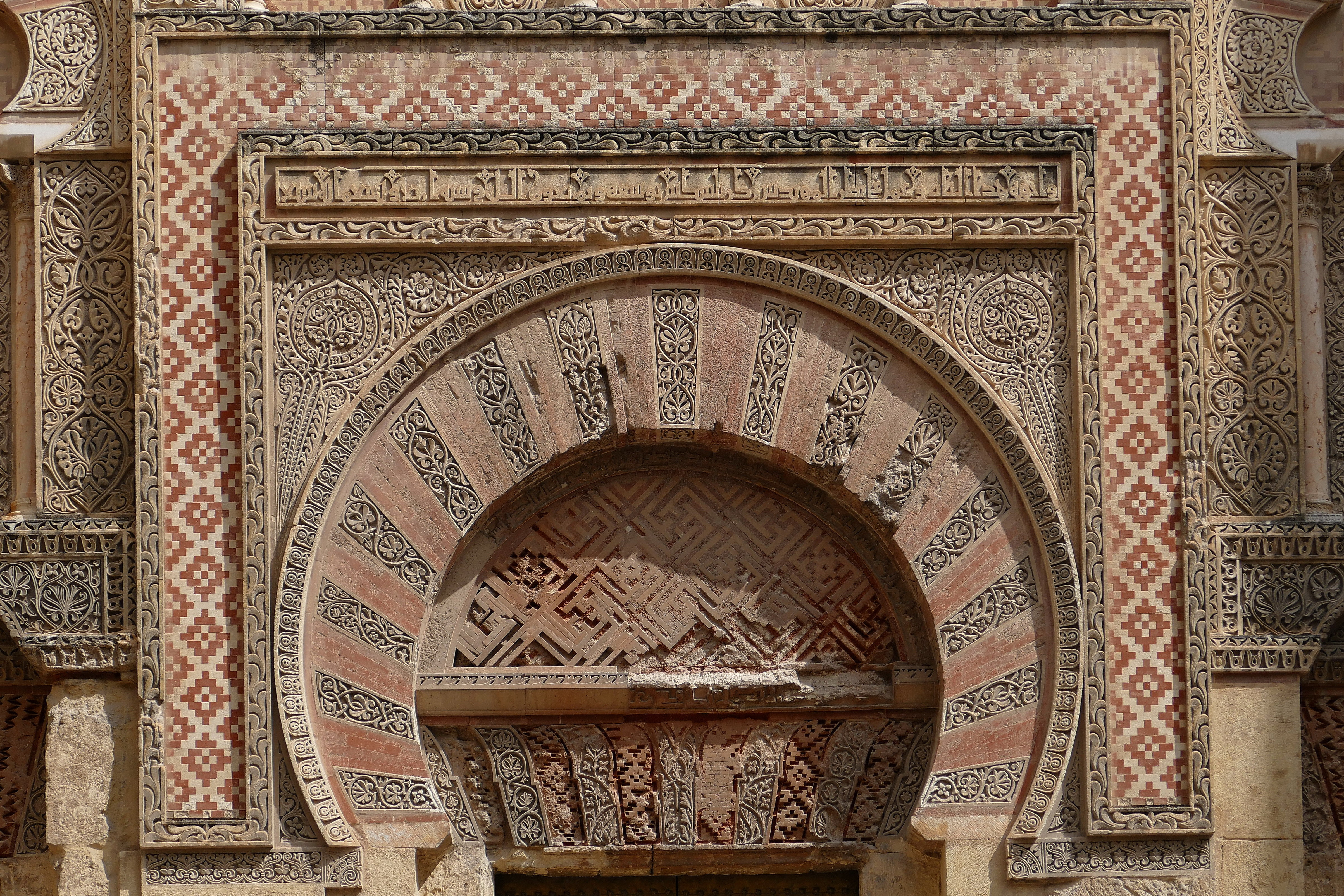
Arco de herradura, elemento arquitectónico de la arquitectura islámica.

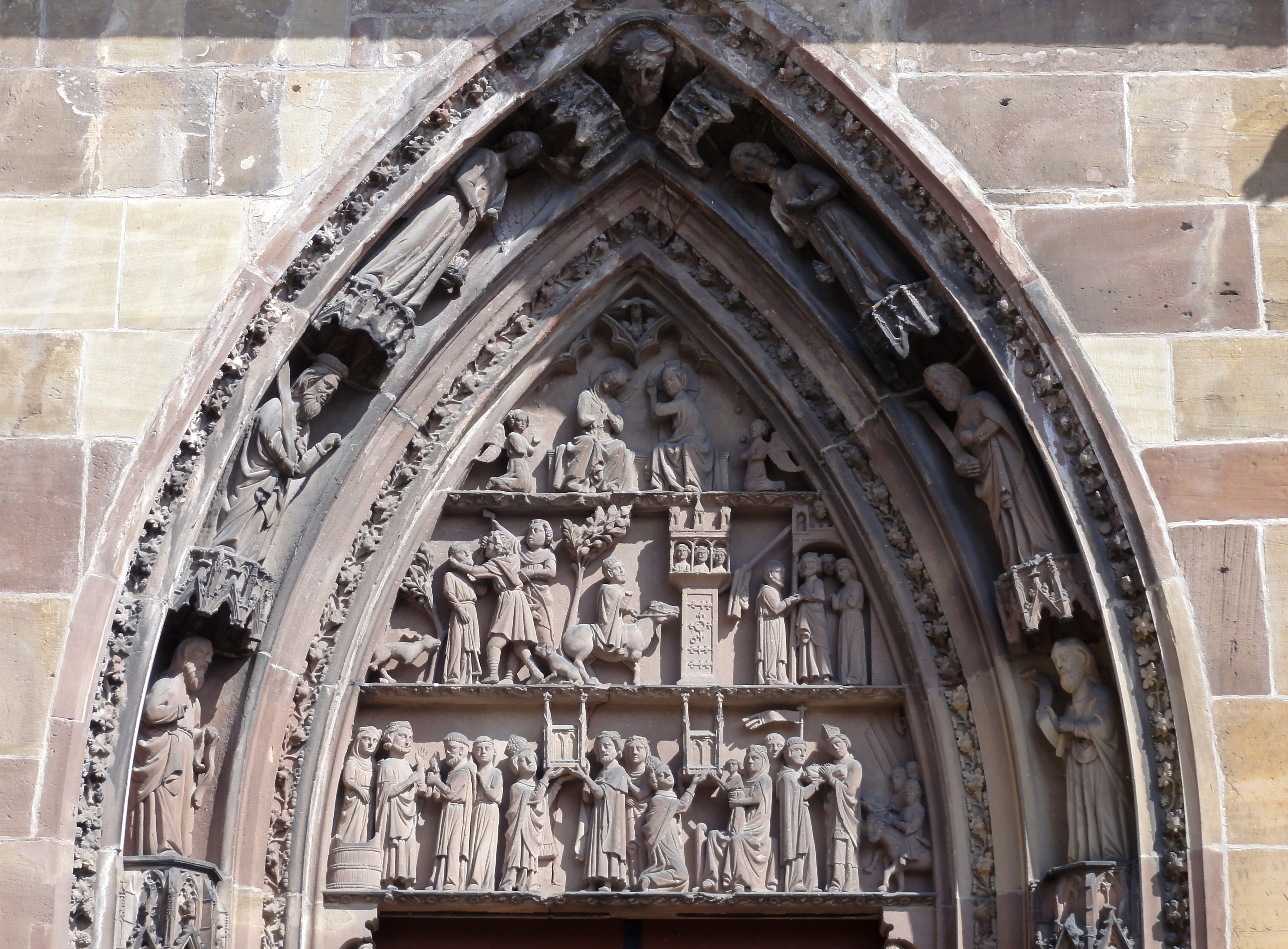
Arco apuntado, elemento arquitectónico característico de la arquitectura gótica.

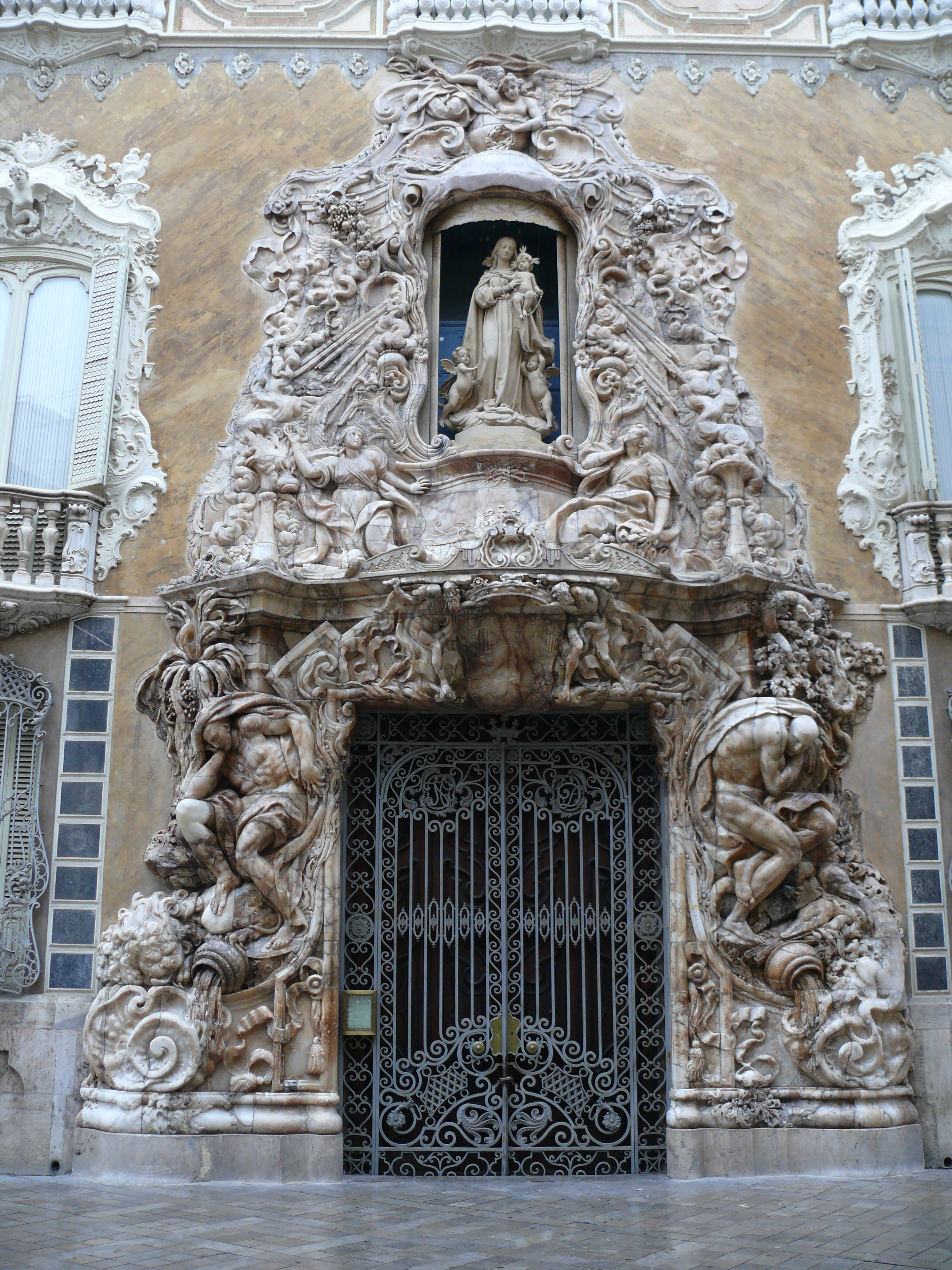
Portada barroca del Palacio del Marqués de Dos Aguas, elemento arquitectónico de la arquitectura rococó.

Elemento arquitectónico es cada una de las partes funcionales, estructurales o decorativas de una obra arquitectónica, de modo que cada uno de ellos funcionaría como una palabra del lenguaje arquitectónico del que la arquitectura sería el texto. 
Los diversos tipos de elementos arquitectónicos configuran los diferentes estilos arquitectónicos.
Una columna salomónica es un elemento arquitectónico de la arquitectura barroca, mientras que un pilote de hormigón armado es un elemento constructivo. 

## Elementos arquitectónicos funcionales
El objeto de la arquitectura es la creación de espacios arquitectónicos mediante la compartimentación, cubrición y articulación del espacio, estableciendo adecuadas relaciones para facilitar su función y uso. 
Por su función, son elementos constructivos compartimentadores respecto del ambiente exterior: los muros portantes perimetrales, los muros cortina acristalados, las cubiertas, etc.
Son elementos de compartimentación de espacios interiores: los tabiques, muros portantes interiores, forjados, etc. 
Son elementos de relación entre diversos espacios arquitectónicos los pasillos, escaleras, etc. También los patios suelen articular y relacionar diferentes espacios arquitectónicos.
Hay elementos con funciones de compartimentación y relación, como son las puertas, ventanas, los tabiques correderos, las celosías, etc.
También encontramos elementos que relacionan y compartimentan espacios arquitectónicos interiores con espacios urbanos, o con la naturaleza, como son los pórticos, balcones, miradores, ventanas, puertas, escaleras, etc.

## Elementos arquitectónicos estructurales
Los elementos arquitectónicos estructurales pueden clasificarse en:
- Elementos sustentados: esencialmente el dintel y el arco.

La arquitectura adintelada posee cubiertas planas, construidas mediante agregación de dinteles. Geométricamente, se generan mediante 'desplazamiento lineal' del elemento arquitectónico dintel.  
Las cubiertas abovedadas, construidas mediante la agregación trabada de dovelas de arcos. Geométricamente, generadas mediante 'desplazamiento lineal' del elemento arquitectónico arco.
Las cúpulas, construidas con la agregación trabada de arcos. Geométricamente, generadas mediante 'rotación' del elemento arquitectónico arco.
También son elementos arquitectónicos las diversas formas de vigas y cubiertas, o cada una de sus partes; por ejemplo: el arquitrabe, el friso y la cornisa de la arquitectura adintelada clásica. 
- Elementos sustentantes: el pilar, la columna y los muros de carga.

Mediante agrupación de columnas se conforman columnatas, pórticos y salas hipóstilas. También  son elementos arquitectónicos las diversas partes de la columna, como la basa, el fuste y el capitel de la arquitectura clásica. 
Los muros, atendiendo a su regularidad o materiales son clasificados como: muro ciclópeo, de mampostería, de sillar, de sillarejo, de ladrillo, de adobe, de tapial etc.
Algunos elementos arquitectónicos estructurales son a la vez sustentantes y sustentados, como las trompas o pechinas de las cúpulas, o los arbotantes.

## Elementos arquitectónicos decorativos
Son aquellos elementos que cumplen funciones decorativas. Pueden formar parte de los anteriores pero su principal función es estética. Son los diversos tipos de elementos que configuran los diferentes estilos arquitectónicos. En la arquitectura clásica: metopas, triglifos, molduras, acanaladuras, etc. Los falsos arcos y canecillos medievales, los mocárabes, los artesones del artesonado mudéjar o neoclásico, diversos elementos historicistas o los muros cortina (fachadas acristaladas) de la arquitectura actual.